# Lake Compounce
Koordinaten: 41° 38′ 30″ N, 72° 55′ 24″ W

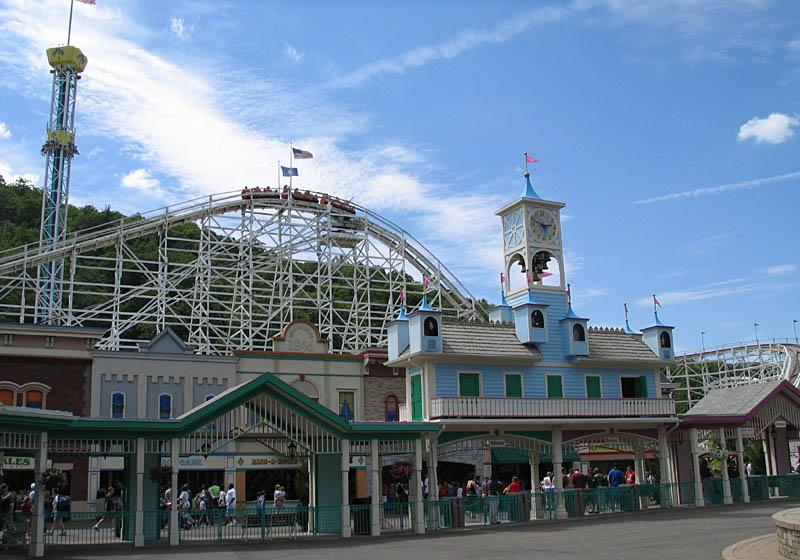
Lake Compounce

Lake Compounce ist ein Freizeit- und Themenpark in Bristol und Southington (Connecticut); der namengebende See Compounce Lake liegt vollständig in Southington. Der Park wurde 1846 eröffnet und ist damit der älteste Amusement Park in den Vereinigten Staaten, der dauerhaft in Betrieb ist. Der Park umfasst 332 acre (1,3 km²) und verfügt auch über einen Strand und einen Waterpark. Derzeit gehört der Park zu Palace Entertainment, der amerikanischen Tochtergesellschaft von Parques Reunidos, er wurde von Kennywood Entertainment Company aufgekauft. Im Park befindet sich eine hölzerne Achterbahn, die die vierzehnt-älteste Achterbahn der Welt ist: Wildcat. Daneben hat die hölzerne Achterbahn Boulder Dash fünf Jahre nacheinander den Golden Ticket Award für die besten Holzachterbahnen der Welt gewonnen.

## Geschichte
Der Name des Sees geht zurück auf Chief John Compound, einen Mattatuck/Tunxis-Indianerhäuptling. Am 3. Dezember 1684 unterzeichnete er mit seiner Frau und mehreren weiteren Stammesangehörigen durch Fingerabdrücke einen Vertrag, der den „Compound's Lake“ einer Gruppe weißer Siedler zur Verfügung stellte, unter anderem John Norton, der aus Massachusetts nach Zentral-Connecticut gezogen war. Der Vertragspreis war ein kleiner Geldbetrag und verschiedene Gegenstände, unter anderem eine große Kupferkanne. Eine lokale Legende erzählt, dass Chief Compound ertrank, als er versuchte den See in einer großen Messing-Teekanne zu überqueren.

### Anfänge
Die Geschichte des Parks geht zurück auf das Jahr 1846, als Gad Norton einen Wissenschaftler beauftragte, ein Experiment mit Sprengstoff durchzuführen, welches jedoch scheiterte. Das Experiment lockte jedoch große Massen an, was Norton dazu inspirierte, einen Vergnügungspark zu eröffnen. Anfangs bot der Park ein Badegelände und Ruderboote auf dem See, einen Pavillon für Konzerte und mehrere kleine Karussells. In der Zeit nach dem Bürgerkrieg hatte der Park vor allem als Picknickgelände Erfolg.
1851 kam Isaac Pierce, ein „49er“ des Kalifornischen Goldrauschs, mit Norton überein, ein Geschäft daraus zu machen. Die beiden Männer erwirkten von den Local Legislators, dass ihr Wohnsitz von der Stadt Southington zur Gemeinde Bristol übertragen wurde. 1895 wurde ein Casino errichtet. Noch im selben Jahr baute die Bristol and Plainville Tramway Company die Southington and Compounce Trolley Line. Bald darauf erwarb Lake Compounce das Lake Compounce Carousel für $10.000 und eröffnete es am Memorial Day 1911. Heute ist das Karussell eingetragen ins National Register of Historic Places.

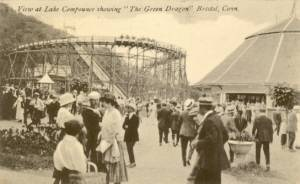
Green Dragon Roller Coaster.

1914 eröffnete Lake Compounce den Green Dragon, die erste elektrisch angetriebene Achterbahn, die bis 1927 bestand, als sie durch die Achterbahn Wildcat ersetzt wurde.
Anfang der 1930er Jahre wurde das Casino erweitert und der Starlight Ballroom gebaut. Dieser wurde an Ostern von Glenn Gray und der Casa Loma Band eröffnet. Der Besucherrekord von 5.000 Personen wurde im Frühjahr 1941 erreicht, als Tommy Dorseys Band eine Frank-Sinatra-Show zeigte.
Die Weltwirtschaftskrise und das Aufkommen von Automobilen sorgten für einen Rückgang von Kunden bei den Trolleys in den Vereinigten Staaten, wodurch auch die Besucherzahlen in den Vergnügungsparks sanken. Das galt für Lake Compounce ebenso wie für andere Parks in der Region Neuengland, wie zum Beispiel Canobie Lake Park und Riverside Park (heute: Six Flags New England). 1944 baute Lake Compounce eine Dampfeisenbahn, die von dem Schauspieler William Gillette aus Connecticut, dem ersten Darsteller von Sherlock Holmes in Stummfilmen, entworfen und gebaut wurde.

### Besitzerwechsel
Der Park war dauerhaft erfolgreich bis in die späten 1960er, als die Besucherzahlen noch einmal stark einbrachen. Er blieb in der Eigentümerschaft der Pierce and Norton Corporation bis 1966, als Edward G. Pierce, der Großenkel von Isaac Pierce, seinen Anteil an die Familie Norton verkaufte. Die Nortons führten den Park weiter bis 1985 und konnten sogar die Profitabilität wieder steigern und die Besucherzahlen wieder verbessern. In dieser Zeit wurden allerdings keine neuen großen Attraktionen hinzugefügt und die Nortons stellten den Park 1984 zum Verkauf. 1985 wurde Lake Compounce an die Hershey Entertainment and Resorts Company verkauft, die auch den Hersheypark in Hershey (Pennsylvania) betreibt, und die kurzzeitig den Park in Hershey's Lake Compounce umbenannte. Faktoren wie schlechtes Marketing, geringe Besucherzahlen und wiederholte Ausfälle bei den Fahrgeschäften führten dazu, dass Hershey den Park nach einer Saison schloss, eine Entscheidung, die die lokalen Repräsentanten in Aufregung versetzte.
Im Frühjahr 1988 kaufte die Joseph Entertainment Group den Park und nannte ihn Lake Compounce Festival Park. Es wurden Renovierungsarbeiten durchgeführt und ein Outdoor Amphitheater mit 20.000 Sitzplätzen gebaut. Eine der ersten Musikveranstaltungen in dem neuen Veranstaltungsgebäude war die Gruppe Milli Vanilli, und ihr Live-Auftritt wurde von MTV übertragen. Dabei blieb das Playbackband stehen, was dem Publikum offenlegte, dass die beiden Musiker nicht selber sangen. Dieser Skandal um Milli Vanilli begann mit dem Song „Girl You Know It's True“. Die Joseph Entertainment Group konzentrierte sich auf die Konzert-Promotion und vernachlässigte den Anteil des Amusement Park. Die Wildcat-Achterbahn und andere Fahrgeschäfte wurden bis 1991 fahruntüchtig. In diesem Jahr wurden auch finanzielle Schwierigkeiten bei JEG öffentlich, als ein Scheck der Gesellschaft, der an Guns N’ Roses ausgestellt war, platzte und das Konzert abgesagt wurde. Später wurde öffentlich, das JEG fast $900.000 Steuerschulden hatte und auch fast $300.000 nicht zurückgezahlt hatte, die den Käufern von Tickets für 15 abgesagte Konzerte zustanden.
Kennywood und Parques Reunidos:
1996 wurde eine Vereinbarung mit Kennywood Entertainment geschlossen, dem Eigentümer von Pittsburghs historischem Kennywood Amusement Park, wodurch er Lake Compounce erwarb. 2000 wurde die Achterbahn Boulder Dash eröffnet, die 2004 von Amusement Today den Golden Ticket Award für die beste hölzerne Achterbahn erhielt. Ende 2007 verkaufte Kennywood Entertainment seine Park an die Gruppe Parques Reunidos aus Spanien.
Es gibt Pläne den Crocodile Cove Water Park zu vergrößern. 2013 wurde der Bayou Bay Wave Pool gebaut und 2014 wurde der Park ergänzt durch den naheliegenden Campingplatz Bear Creek Campground mit Wochenendhäuschen, Zelt- und Wohnwagen-Stellplätzen und einem Hauptgebäude (main lodge).
2016 wurde der Phobia Phear Coaster mit einem Looping mit 150 ft (= 46 m) Höhe für mehrere Millionen Dollar gebaut.

## Veranstaltungen
Im Oktober veranstaltet der Park ein Halloween-Event, bei dem die Achterbahnen im Dunkeln fahren und ein Geisterhaus „The Haunted Graveyard“ für Besucher offen ist. Diese Attraktion besteht aus einem 45-minütigen Spaziergang durch Katakomben und Räume. The Haunted Graveyard wurde 1991 geschaffen und kam erst 2001 nach Lake Compounce. Ein Teil der Eintrittspreise wird in dieser Zeit an die American Diabetes Association und die Juvenile Diabetes Research Foundation gespendet.
Im Dezember verwandelt sich der Park in ein „Christmas Experience“ (Weihnachtswunderland). Es gibt die Möglichkeit, den Weihnachtsmann zu treffen und es wird ein 100 ft (30 m) hoher Weihnachtsbaum aufgestellt, – der größte in Connecticut.

## Fahrgeschäfte
| Name                                            | Abbildung    | Eröffnungsjahr | Hersteller                    | Beschreibung |
| Achterbahnen                                    | Achterbahnen | Achterbahnen   | Achterbahnen                  | |
| ----------------------------------------------- | ------------ | -------------- | ----------------------------- | --- |
| Boulder Dash                                    |              | 2000           | Custom Coasters International | Erste Achterbahn, die komplett an einen Berg gebaut wurde. die Länge der Bahn ist 4.725 ft (1.440 m) lang. Die erste Abfahrt ist 115 ft (35 m) hoch.                  |
| Kiddie Coaster                                  |              | 1997           | Molina & Sons                 | Kinderachterbahn mit ovaler Bahn. Fünf Waggons für jeweils zwei Personen.                                                                                             |
| Phobia Phear Coaster                            |              | 2016           | Premier Rides                 | Ein Modell nach Art des Superman Ultimate Flight. Mit inline twist, non-inverting loop, 3 LSM (Linearmotoren) und einer Spitzengeschwindigkeit von 62 mph (100 km/h). |
| Wildcat                                         |              | 1927           | Philadelphia Toboggan Company | Das Herzstück der Achterbahnen im Park. Holzplanken vom Original von 1927 sind im Maschinenhaus noch immer intakt.                                                    |
| Zoomerang                                       |              | 1997           | Vekoma                        | Eine Boomerang-Achterbahn von Vekoma mit einer 125 ft (38 m) hohen Abfahrt, einer Cobra Roll und Vertical Loop.                                                       |
| Amusement-Attraktionen                          |              |                |                               | |
| American Flyers                                 |              | 2003           | Rocco Amusements              | Karussell das ursprünglich in anderen Parks aufgestellt war. |
| Bumper Cars                                     |              | 1997           | Reverchon Industries          | Autoscooter |
| Candy Carousel                                  |              | 1911           | Loof/Murphy                   | Gebaut 1898 und seit 1911 in Lake Compounce, eines der ältesten funktionierenden Karussells in den USA                                                                |
| Central Pacific Railroad, C.P. Huntington Train |              | 1997           | Chance                        | Schmalspurbahn (2ft = 610 mm) entlang der Ostküste von Lake Compounce                                                                                                 |
| Down Time                                       |              | 2004           | S&S Power                     | Freifallturm mit einer Fallhöhe von 185 ft (= 56 m) und einer Geschwindigkeit von 60 mph (= 97 km/h)                                                                  |
| Giant Wheel                                     |              | 1997           | Chance                        | Riesenrad |
| Ghost Hunt                                      |              | 1999           | Sally Corporation             | Themenfahrt, bei der die Fahrer mit Laserkanonen auf Geister schießen.                                                                                                |
| Pirate Ship                                     |              | 1986           | HUSS                          | Schiffschaukel |
| Rev-O-Lution                                    |              | 2011           | Zamperla                      | Disk’O |
| Saw Mill Plunge                                 |              | 1986           | Arrow Dynamics                | Wildwasserbahn |
| Sky Coaster                                     |              | 1998           | Skycoaster Inc.               | Skycoaster |
| Thunder N' Lightning                            |              | 2006           | S&S Power                     | Screamin' Swing mit zwei Armen die mit einer Geschwindigkeit von 60 mph (= 97 km/h) und bis zu 3 G                                                                    |
| Thunder Rapids                                  |              | 1997           | Hopkins                       | Rapid River |
| The Trolley                                     |              | 1997           | Osgood Bradley Car Company    | Eine Normalspurbahn (4ft8.5in = 1435 mm) der historischen Connecticut Company. #1414 trolley car von 1911.                                                            |
| Twister                                         |              | 2000           | Wisdom Industries Ltd.        | Tornado-style Ride (Karussell) |
| Wave Swinger                                    |              | 1986           | Zierer                        | Kettenkarussell |
| Wipeout                                         |              | 2009           | Chance Rides                  | Trabant Ride |
| Zoomer's Gas N' Go                              |              | 2007           | Morgan                        | Auto-Karussell im Stil der 1950er |
| Children’s rides                                |              |                |                               | |
| Caterpillar Train                               |              | 1997           | Zamperla                      | |
| Drop Zone                                       |              | 2004           | Moser                         | Freifallturm mit 40 ft (= 12 m) Höhe |
| Drum Circus                                     |              | 1997           | Sartori                       | Karussell |
| Fantasy Carousel                                |              | 1997           | Chance                        | Karussell mit Menagerie-Tieren. |
| Flying Elephants                                |              | 1997           | Sartori                       | Karussell |
| Jolly Jester                                    |              | 2009           | Visa SRL                      | Schiffschaukel |
| Kiddie Swinger                                  |              | 1985           | Dietz                         | Kettenkarussell |
| Little Critters                                 |              | 1999           | I. E. Park                    | Boxautos |
| Little Dare Devils                              |              | 1985           | Hampton                       | Motorrad-Modelle |
| Rainbow Riders                                  |              | 2007           | SBF Visa                      | Karussell mit Fesselballonnachbildungen, die 25 ft (= 7,6 m) auf- und absteigen.                                                                                      |

### Water park
Der Wasserpark umfasst mehrere Zonen und Wasserspiele wie Wellenbecken, Wasserrutschen, Strömungsbecken etc. Im Einzelnen sind die Spielgeräte benannt: Anchor Bay (2005), Bayou Bay (2013), Buccaneer Bay (1998), Clipper Cove (2003), Compounce Cabana Boat (2007), Keeper's Cottage (1998), Lights Out (1998), Mammoth Falls (2001), Riptide Racer (2012), Tunnel Twisters (2009), Wave Pool (1998).

### Frühere Attraktionen
- Sky Ride: Sessellift zum Gipfel des Southington Mountain, 1997–2017.
- Enterprise: Gondel-Karussell, 1986–2015.
- Minigolf, 1959–2004.
- Anchor Bay: Amphitheater mit 20.000 Sitzen, 1988–1997.
- Arctic Express: Musikexpress, 2008.
- Green Dragon: Achterbahn, 1914–1926.
- Lake Plunge: Wasserrutsche, 1999–2011.
- Musik Express: 1985–2008.
- Top Spin: 1997–2002.
- Twister Sisters: Rutsche, 1985–2007.
- Rotor: Zentrifugal-Karussell, 1997–2010.
- Paddelboote: 1985–2005.
- Swan Boats: 2005–2007.
- Mark Twain: 'Dampfschiff' 1999–2007.
- Gillette Railway: Dampfzug, 1943–1997.